# グランド・ルー・ド・パリ

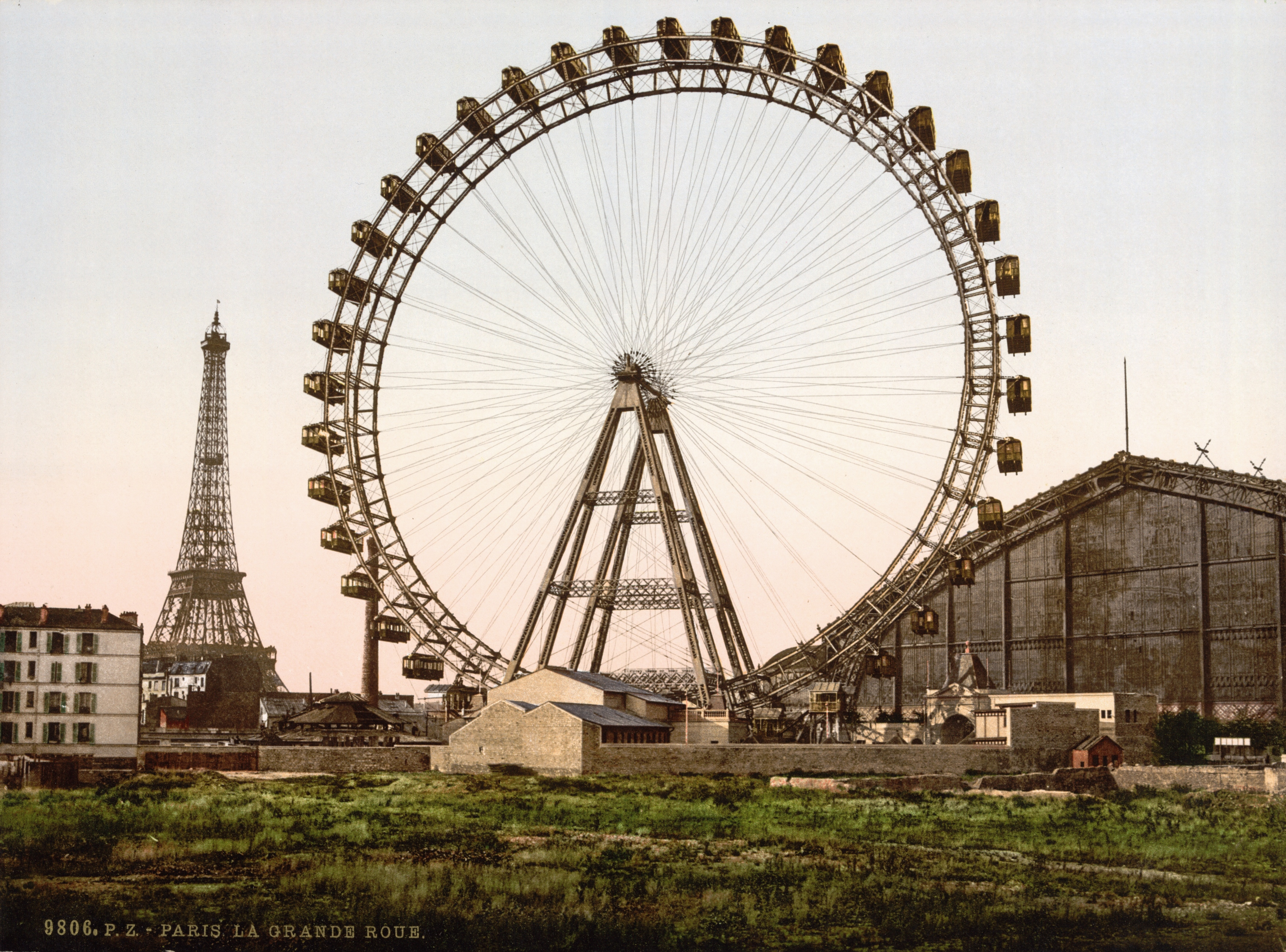
ラ・グランド・ルーを写した着色写真。

グランド・ルー・ド・パリ（仏: Grande Roue de Paris）は、かつてフランス・パリに存在した観覧車。その名はフランス語で「大観覧車」の意である。

## 概要
イギリスの退役軍人、ウォルター・B. バセット (Walter Basset Basset, 1864 - 1907) の企画により、1900年のパリ万国博覧会の目玉として建設された。バセットはヨーロッパに4基の観覧車を設置しているが、このラ・グランド・ルーは、それらのうちで最後かつ最大のものであった。直径は約93メートル、高さ約96メートルで、この観覧車を上回る大きさのものは、当時の世界を見渡しても他に存在しなかった。
観覧車は1920年に撤去されるが、ラ・グランド・ルーが打ち立てた記録はその後長らく塗り替えられることは無く、1989年のアジア太平洋博覧会（よかとぴあ）に設置された大観覧車（現在は遊園地「グリーンランド」に移設）によって初めて更新された。